# Massif de Signy-l'Abbaye
Massif de Signy-l'Abbaye este o arie protejată (sit de importanță comunitară — SCI) din Franța întinsă pe o suprafață de 2.241 ha, integral pe uscat.

## Localizare
Centrul sitului Massif de Signy-l'Abbaye este situat la coordonatele 49°42′05″N 4°22′00″E / 49.70139°N 4.36667°E.

## Înființare
Situl Massif de Signy-l'Abbaye a fost declarat arie specială de conservare în baza directivei 92/43 din 1992 referitoare la conservarea habitatelor naturale și a faunei și florei sălbatice pentru a proteja 4 specii de animale.

## Biodiversitate
Situată în ecoregiunea continentală, aria protejată conține 5 habitate naturale: Izvoare petrifiante cu formare de travertin (Cratoneurion), Păduri de fag Asperulo-Fagetum, Păduri aluvionare cu Alnus glutinosa și Fraxinus excelsior (Alno-Padion, Alnion incanae, Salicion albae), Păduri de stejar sau de stejar și carpen sub-atlantice și medio-europene de Carpinion betuli, Liziere de ierburi înalte hidrofile de câmpie și de nivel montan până la alpin.
La baza desemnării sitului se află mai multe specii protejate:
- amfibieni (1): triton cu creastă (Triturus cristatus)
- nevertebrate (1): Austropotamobius pallipes
- pești (2): zglăvoacă (Cottus gobio), cicar (Lampetra planeri)

Pe lângă speciile protejate, pe teritoriul sitului au mai fost identificate 1 specie de plante, 1 specie de păsări, 2 specii de mamifere, 1 specie de nevertebrate.